# 乔丹·诺布斯
乔丹·诺布斯（英語：Jordan Nobbs，1992年12月8日—），英国女子足球运动员，场上位置是中场。她曾代表英格兰代表队参加2015年国际足联女子世界杯，结果队伍获得季军。